# Öregszünk
Az Öregszünk (eredeti címén: You're Getting Old) a South Park című amerikai animációs sorozat 216. része (a 15. évad 7. epizódja). Elsőként 2011. június 8-án sugározták az Egyesült Államokban a Comedy Central műsorán. Magyarországon 2012. január 24-én szintén a Comedy Central mutatta be.
Ebben az epizódban Stan betölti a 10. életévét, és különös módon megkeseredett cinikus válik belőle, aki mindent szó szerint "szarnak" lát. Randy pedig, hogy bebizonyítsa, hogy tetszenek neki az új dolgok, elkezd rajongani egy új zenei irányzatért, ami megrontja a házasságát Sharonnal.
A rész a sorozat nyári szünete előtt került adásba. Trey Parker és Matt Stone a Stan által megtestesített viselkedésbe a saját érzéseiket írták bele az öregedéssel kapcsolatosan. Ráadásul az epizód, merőben szokatlan módon, semmilyen végkicsengéssel nem szolgál, hanem egy sor dolgot függőben hagyva negatív befejezéssel bír. Ez komolyabb visszhangokat is keltett: egyesek szerint Parker és Stone unták már a sorozat készítését és ez fejeződött ki benne, megint mások úgy vélték, hogy ez a rész lehet a sorozat befejező epizódja. Végül az ősz októberében bemutatott "Farburger" című epizódban folytatódott a cselekmény.

## Cselekmény
Stan a 10. születésnapjára egy CD-t kap Kyle-tól, amin egy tinibanda játszik. Sharon azonnal elkobozza tőle és megtiltja, hogy ezt hallgassa. Randy szerint túlreagálta a dolgot, és az egész csak abból fakad, hogy öregebbként eleve ellenérzései vannak a fiatalok kedvenceivel szemben. Sharon odaadja neki a lemezt, hogy akkor hallgassa meg, és győződjön meg róla, hogy az egész "tiszta szar". Randy el is kezdi hallgatni, és a fülhallgatójában valóban folyamatosan szellentéshangok hallatszanak - de nem hajlandó elismerni Sharonnak, hogy rossz, sőt megpróbálja élvezni. Ahogy az új tinipop stílus egyre népszerűbbé válik, a gyerekeket eltiltják a szüleik a zenétől, ők (és Randy) viszont nem értik, hogy mi baj van vele. Gerald felteszi nekik a Police "Every Breath You Take" című számát, amit jó zenének tart, amit azonban a gyerekek "tiszta szarnak" hallanak. Aznap este Stan titokban meghallgatja az ajándék lemezt, ám döbbenten tapasztalja, hogy már ő is "tiszta szarnak" hallja az egészet.
Stan elmegy egy orvoshoz, ahol a vizsgálat során mindent szó szerint fekáliának lát és hall. Az orvos "cinikus seggfejkedéssel" diagnosztizálja, és azt mondja, hogy erre nincs gyógymód. Mivel mostantól mindenben csak a rosszat látja, a hozzáállása elidegeníti a barátait is. Később a többiek azt hazudják neki, hogy influenzások, csak hogy ne kelljen vele időt tölteniük. Amikor aztán tettenéri őket, hogy moziba indulnak, Kyle közli vele, hogy az attitűdje miatt nem akarták elhívni. Stan mégis velük tart, ám mindent "szarnak" lát, és a filmelőzetesek szövegét is cinikus megmondásnak. Mivel folyamatosan panaszkodik, Cartman közli vele, hogy egyikük sem akar vele többé barátkozni. Stan hiába próbálja magyarázni Kyle-nak, hogy a világ megváltozott, a végén már őt is egy hatalmas darab fekáliának látja.
Sharon összekap Randyvel, és közli vele, hogy szerinte csak azért próbálja meg görcsösen jónak gondolni a fiatalok zenéjét, mert valamikor rocksztár szeretett volna lenni, és ahelyett, hogy elfogadná, hogy öregszik, inkább tovább űzi ezt az ábrándot. Hogy bizonyítson, Randy "Steamy Ray Vaughn" néven lép fel egy helyi bowlingklubban, ahol a közönség leszarozza a produkcióját, amire közli, hogy az öregek nem értik a tinipopot. Később egy "Steamy Nicks" nevű nővel énekel együtt, amikor is Sharon felelősségre vonja őt. Összevesznek: Sharon Randy fejéhez vágja a korábbi epizódokban is látott hülyeségeit, azaz amikor rákattant a baseballra, amikor World of Warcraft-ozott, vagy amikor celebszakács lett. Randy erre közli vele, hogy már régóta boldogtalan, és ezt Sharon is elismeri. Úgy érzik, mintha "minden héten ugyanaz a szar történne, csak egy kicsit másképp, ami egyre nevetségesebb lesz " (utalva magára a South Park sorozatra). Mialatt beszélgetnek, két idős farmer, akik korábban is láthatók voltak az epizódban, ellopják Randy alsónadrágjait, hogy megmentsék őket az összeszékeléstől.
Randy és Sharon beismerik egymásnak, hogy "szar alaknak" látják a másikat. Ezután a Fleetwood Mac "Landslide" című számára elválnak egymástól, eladják a házat, Stan pedig Shellyvel az anyjához költözik. A rendőrök letartóztatják a két gatyatolvajt, Kyle és Cartman pedig különös módon jóbarátok lesznek. Stan kénytelen beletörődni, hogy a cinizmusának sosem lesz vége.

## Az epizód háttere
Készítésekor Trey Parker 41, Matt Stone pedig már 40 éves volt, így ők maguk is szembesültek saját öregedésükkel. Eldöntötték, hogy a témát egy két részes epizódban dolgozzák fel, amely lényegében a nyári szünet előtti utolsó epizód és az őszi etap első epizódja lett - ez utóbbi forgatókönyvét meg sem írták, csak az ősszel.
A tinipop zenei divatja kapcsán eredetileg az volt a terv, hogy nemcsak a fiatalok, hanem South Park valamennyi lakója élvezte volna. A záró snittek alatt a "Landslide" felhasználása az utolsó napig kérdéses volt, mert nem kapták meg a jogokat, egészen addig. Ugyan voltak tervek arra az esetre, ha pótolni kellett volna, de Parker szerint egyik dal se illett volna annyira bele, mint ez. Randy és Sharon vitája is az utolsó pillanatokban kapta meg a végleges szövegét. A producereknek tetszett a kifejezetten érzelmesre sikerült befejezés. Ugyancsak Parker nyilatkozta, hogy ebben a részben szerepelt a "valaha volt legkedvencebb dolog a South Parkban": az elnök kacsa, amelyik hápogása közben fekáliát fröcsköl.
De az epizód nemcsak az öregedéssel és a változással való megküzdésről szól, hanem egyes cikkírók szerint a Stan által kimutatott cinizmus a depresszióra emlékeztet. A cinizmus az egész epizódot belengi, mintegy kritikaként, hogy az internet korában mindenki cinikussá vált.
A South Park a szitkomokhoz hasonlóan azt a felépítést követi, hogy az epizódok konklúzióval zárulnak, és a következő epizódra a legritkább esetben van kihatása a korábban történteknek. A legjobb példa erre pont Kenny halála volt a korai részekben, ami minden részben megtörtént, a következő epizódban mégis újra életben volt. Ebben a részben viszont a kortárs sorozatokhoz hasonlóan a cselekmény rossz irányba tart, és nem oldódik meg a fő konfliktus, hanem véget ér az epizód. Sharon metafikciós módon maga is utal a South Park sematikusságára a Randyvel való vitája közben.

## Kulturális utalások
- Ahogy Randy áll a tinipophoz, nagyon hasonlít Hans Christian Andersen "A császár új ruhája" című meséjéhez. Nem hajlandó, nem is tudja észrevenni, hogy a zene rossz, hanem elfogadja jónak, ha a fiatalok azt mondják rá, hogy az.
- A moziban bemutatott filmelőzetesek közt szerepel két 2011-es film, a Mr. Popper pingvinjei és a Jack és Jill - utóbbi kifigurázott előzetese a valódi alapján készült.
- A tinipop (angolul Tween Wave), mely az epizód során mint a 2009-2013 közt divatos stílus került bemutatásra, leginkább a dubstep, a crabcore és a chillwave kifigurázása, illetve az akkoriban éppen felfutóban lévő Odd Future formációé.[2]
- A bluesgitáros Stevie Ray Vaughan és az énekesnő Stevie Nicks nevei kifigurázásra kerülnek.
- Néhány utalás hangzik el a 2011-es L.A. Noire című videojátékra, a bowlingteremben pedig egy Custer's Revenge játékautomata látható.[3]

## Fordítás
- Ez a szócikk részben vagy egészben  a   You're Getting Old című angol Wikipédia-szócikk ezen változatának fordításán alapul.  Az eredeti cikk szerkesztőit annak laptörténete sorolja fel. Ez a jelzés csupán a megfogalmazás eredetét és a szerzői jogokat jelzi, nem szolgál a cikkben szereplő információk forrásmegjelöléseként.| - m - v - sz South Park Tizenötödik évad (2011)                                                                                                                                                                                                                                                                      | - m - v - sz South Park Tizenötödik évad (2011) |
| --- | ----------------------------------------------- |
| - 1501 – Százlábú iPad - 1502 – Viccrobot - 1503 – Királyi puding - 1504 – T.S.I. - 1505 – Crackesbaba-labda - 1506 – City Szusi - 1507 – Öregszünk - 1508 – Farburger - 1509 – Az utolsó Mehikán - 1510 – Süldő süllők - 1511 – Broadway gané - 1512 – 1% - 1513 – History Channel hálaadás - 1514 – A csóró gyerek |                                                 |